# Râul Bârnat
Râul Bârnat este un curs de apă care se formează prin confluența râului Trebiș cu pârâul Limpedea, la marginea de nord a Bacăului. Curge apoi prin interiorul municipiului Bacău și devine afluent al râului Bistrița, în care se varsă lângă podul rutier de peste acesta, situat între cartierul Șerbănești al Bacăului și autogara Bacău. 